# Вейленд (Мічиган)
Вейленд (англ. Wayland) — місто (англ. city) в США, в окрузі Аллеган штату Мічиган. Населення — 4435 осіб (2020).

## Географія
Вейленд розташований за координатами 42°40′23″ пн. ш. 85°38′30″ зх. д. / 42.67306° пн. ш. 85.64167° зх. д. (42.673081, -85.641727).  За даними Бюро перепису населення США в 2010 році місто мало площу 7,83 км², з яких 7,71 км² — суходіл та 0,12 км² — водойми.

## Демографія
Згідно з переписом 2010 року, у місті мешкало 4079 осіб у 1555 домогосподарствах у складі 1051 родини. Густота населення становила 521 особа/км².  Було 1751 помешкання (224/км²).
Расовий склад населення:
| - 95,0 % — білих - 0,8 % — корінних американців - 0,3 % — чорних або афроамериканців - 0,3 % — азіатів |

До двох чи більше рас належало 2,6 %. Частка іспаномовних становила 3,9 % від усіх жителів.
За віковим діапазоном населення розподілялося таким чином: 28,7 % — особи молодші 18 років, 59,6 % — особи у віці 18—64 років, 11,7 % — особи у віці 65 років та старші. Медіана віку мешканця становила 33,3 року. На 100 осіб жіночої статі у місті припадало 88,8 чоловіків;  на 100 жінок у віці від 18 років та старших — 84,6 чоловіків також старших 18 років.
Середній дохід на одне домашнє господарство  становив 52 301 долар США (медіана — 41 923), а середній дохід на одну сім'ю — 58 698 доларів (медіана — 53 505). Медіана доходів становила 50 559 доларів для чоловіків та 33 824 долари для жінок. За межею бідності перебувало 15,8 % осіб, у тому числі 14,9 % дітей у віці до 18 років та 2,7 % осіб у віці 65 років та старших.
Цивільне працевлаштоване населення становило 1502 особи. Основні галузі зайнятості: виробництво — 26,6 %, освіта, охорона здоров'я та соціальна допомога — 13,5 %, мистецтво, розваги та відпочинок — 12,2 %, роздрібна торгівля — 11,0 %.